# مالا كلادوشا
مالا كلادوشا (السيريلية : Мала Кладуша) هي قرية في البوسنة والهرسك. وهي تقع في بلدية فليكا كلادوشا التابعة لكانتون يونا-سانا في اتحاد البوسنة والهرسك. طبقا لنتائج التعداد السكاني للبوسنة عام 2013، فقد كان عدد سكانها 1,134 نسمة.

## التركيبة السكانية

### التطور التاريخي للسكان
| 1961 | 1971 | 1981 | 1991 | 2013 |
| ---- | ---- | ---- | ---- | ---- |
| 444  | 1000 | 1224 | 1445 | 1134 |

### المجتمع المحلي
في عام 1991، المجتمع المحلي للقرية كان 4,555 نسمة موزعة على النحو التالي:

## وصلات خارجية
- (بالإنجليزية) Maplandia